# Gustavus Fox
Gustavus Vasa Fox (Saugus, 13 giugno 1821 – Lowell, 29 ottobre 1883) è stato un militare e storico statunitense.

## Biografia
Nativo del Massachusetts, si arruolò nella marina statunitense e partecipò alla guerra messico-statunitense. Continuò la carriera militare fino al 1856, quando si dimise e passò ad incarichi commerciali.
Allo scoppio della guerra civile americana venne richiamato in servizio, e si offrì volontario per portare soccorso agli unionisti impegnati nell'assedio di Fort Sumter. Nonostante non fosse arrivato in tempo per impedire l'attacco sudista, riuscì comunque a far evacuare i nordisti coinvolti, evitando che tra la guarnigione del forte ci fossero vittime o prigionieri.
Per il suo servizio Abraham Lincoln creò la carica di assistente segretario della marina, che avrebbe mantenuto fino al 1866. Durante il suo mandato fu uno dei principali gestori e pianificatori delle operazioni navali nordiste, e fu lui a raccomandare l'ammiraglio David G. Farragut per guidare l'invasione anfibia della Louisiana nel 1862. Grande propugnatore dell'ammodernamento della marina statunitense, promosse con successo l'uso dei monitori sull'esempio dell'USS Monitor.
Dopo la fine della guerra svolse per un certo periodo compiti diplomatici, esprimendo il sostegno statunitense allo zar di Russia Alessandro II dopo che egli era scampato a un attentato. Ritiratosi infine dalla marina, si appassionò di storia e divenne uno studioso di Cristoforo Colombo; nel 1882 pubblicò una ricerca per identificare l'isola di Guanahani sulla quale Colombo era sbarcato nel 1492, concludendo che dovesse trattarsi di Samana Cay (mentre oggi viene ritenuto fosse la vicina isola di San Salvador). Morì l'anno seguente, venendo sepolto per il suo servizio alla nazione americana nel cimitero di Rock Creek a Washington.

## Tributi
In onore di Gustavus Fox sono state battezzate tre navi della marina statunitense, tutte chiamate USS Fox. Lo scrittore Harry Harrison ha invece reso Fox uno dei protagonisti della sua serie di romanzi ucronici Stars and Stripes, che immagina il coinvolgimento del Regno Unito nella guerra civile americana a seguito dell'incidente del Trent.